# Skilanglauf-Far-East-Cup in Otoineppu
Der Skilanglauf-Far-East-Cup in Otoineppu gehört seit der Saison 2004/05 zum Skilanglauf-Far-East-Cup. Er wird vom Internationalen Ski-Verband (FIS), vom Skiverband von Hokkaido veranstaltet und vom Otoineppu Board of Education betrieben. Die Wettbewerbe finden im Dorf Otoineppu nördlich von Hokkaidō statt.

## Geschichte
Die Idee einen Far-East-Cup in Otoineppu zu veranstalten, kam vom japanischen Skiverband und Otoineppu Skiverband um die asiatischen Skilangläufer zu stärken. Der erste Far-East-Cup gab es am 26. Dezember 2004. Von der Saison 2004/05 bis 2009/10 fanden die Männerwettbewerbe im 7,5 km klassisch und Freistil, ab der Saison 2010/11 10 km klassisch und Freistil statt und die Frauenwettbewerbe finden seit der ersten Austragung 2004/05 nur im 5 km klassisch und Freistil statt. Von der Saison 2020/21 bis Saison 2022/23 wurden die Wettkämpfe der Damen und Männer aufgrund der COVID-19-Pandemie abgesagt.

## Ergebnisse

### Damen
| Auflage | Saison  | Disziplin                     | Sieger                                              | Zweiter                                             | Dritter                                             |
| ------- | ------- | ----------------------------- | --------------------------------------------------- | --------------------------------------------------- | --------------------------------------------------- |
| 01      | 2004/05 | 5 km Interval Start klassisch | Chisa Ōbayashi                                      | Masako Ishida                                       | Misaki Orui                                         |
| 01      | 2004/05 | 5 km Interval Start Freistil  | Chizuru Soneta                                      | Sumiko Yokoyama                                     | Chisa Ōbayashi                                      |
| 02      | 2005/06 | 5 km Interval Start klassisch | Chisa Ōbayashi                                      | Sumiko Ishigaki                                     | Naoko Ohmori                                        |
| 02      | 2005/06 | 5 km Interval Start Freistil  | Chisa Ōbayashi                                      | Azusa Nojiri                                        | Sumiko Ishigaki                                     |
| 03      | 2006/07 | 5 km Interval Start klassisch | Masako Ishida                                       | Madoka Natsumi                                      | Chizuru Soneta                                      |
| 03      | 2006/07 | 5 km Interval Start Freistil  | Chizuru Soneta                                      | Sumiko Ishigaki                                     | Chie Maruyama                                       |
| 04      | 2007/08 | 5 km Interval Start klassisch | Sumiko Yokoyama                                     | Yuki Kobayashi                                      | Miki Maruyama                                       |
| 04      | 2007/08 | 5 km Interval Start Freistil  | Miki Maruyama                                       | Yuki Kobayashi                                      | Chisa Ōbayashi                                      |
| 05      | 2008/09 | 5 km Interval Start klassisch | Chie Maruyama                                       | Naoko Omori                                         | Ayako Miyao                                         |
| 05      | 2008/09 | 5 km Interval Start Freistil  | Chie Maruyama                                       | Yuki Kobayashi                                      | Lee Chae-won                                        |
| 06      | 2009/10 | 5 km Interval Start klassisch | Nobuko Fukuda                                       | Risa Abe                                            | Sumiko Ishigaki                                     |
| 06      | 2009/10 | 5 km Interval Start Freistil  | Nobuko Fukuda                                       | Michiko Kashiwabara                                 | Yuki Kobayashi                                      |
| 07      | 2010/11 | 5 km Interval Start klassisch | Michiko Kashiwabara                                 | Chihiro Kasahara                                    | Sayuri Yaguchi                                      |
| 07      | 2010/11 | 5 km Interval Start Freistil  | Yuki Kobayashi                                      | Michiko Kashiwabara                                 | Lee Chae-won                                        |
| 08      | 2011/12 | 5 km Interval Start klassisch | Michiko Kashiwabara                                 | Nobuko Fukuda                                       | Sayuri Yaguchi                                      |
| 08      | 2011/12 | 5 km Interval Start Freistil  | Michiko Kashiwabara                                 | Nobuko Fukuda                                       | Yukari Tanaka                                       |
| 09      | 2012/13 | 5 km Interval Start klassisch | Masako Ishida                                       | Yuki Kobayashi                                      | Naoko Omori                                         |
| 09      | 2012/13 | 5 km Interval Start Freistil  | Masako Ishida                                       | Yuki Kobayashi                                      | Chisa Ōbayashi                                      |
| 10      | 2013/14 | 5 km Interval Start klassisch | Yuki Kobayashi                                      | Yukari Tanaka                                       | Akiko Sakurai                                       |
| 10      | 2013/14 | 5 km Interval Start Freistil  | Yuki Kobayashi                                      | Michiko Kashiwabara                                 | Yukari Tanaka                                       |
| 11      | 2014/15 | 5 km Interval Start klassisch | Masako Ishida                                       | Yuki Kobayashi                                      | Sumiko Ishigaki                                     |
| 11      | 2014/15 | 5 km Interval Start Freistil  | Yuki Kobayashi                                      | Masako Ishida                                       | Yukari Tanaka                                       |
| 12      | 2015/16 | 5 km Interval Start klassisch | Masako Ishida                                       | Yuki Kobayashi                                      | Chisa Ōbayashi                                      |
| 12      | 2015/16 | 5 km Interval Start Freistil  | Masako Ishida                                       | Lee Chae-won                                        | Yuki Kobayashi                                      |
| 13      | 2016/17 | 5 km Interval Start klassisch | Masako Ishida                                       | Yuki Kobayashi                                      | Lee Chae-won                                        |
| 13      | 2016/17 | 5 km Interval Start Freistil  | Masako Ishida                                       | Lee Chae-won                                        | Yuki Kobayashi                                      |
| 14      | 2017/18 | 5 km Interval Start klassisch | Masako Ishida                                       | Yuki Kobayashi                                      | Kozue Takizawa                                      |
| 14      | 2017/18 | 5 km Interval Start Freistil  | Masako Ishida                                       | Shiori Yokohama                                     | Miki Kodama                                         |
| 15      | 2018/19 | 5 km Interval Start klassisch | Chika Kobayashi                                     | Kozue Takizawa                                      | Yuka Watanabe                                       |
| 15      | 2018/19 | 5 km Interval Start Freistil  | Miki Kodama                                         | Yuka Watanabe                                       | Shiori Yokohama                                     |
| 16      | 2019/20 | 5 km Interval Start klassisch | Masako Ishida                                       | Tsuchiya Masae                                      | Tanaka Yukari                                       |
| 16      | 2019/20 | 5 km Interval Start Freistil  | Masako Ishida                                       | Shiori Yokohama                                     | Miki Kodama                                         |
| 17      | 2020/21 | 5 km Interval Start klassisch | Wettkämpfe aufgrund der COVID-19-Pandemie abgesagt. | Wettkämpfe aufgrund der COVID-19-Pandemie abgesagt. | Wettkämpfe aufgrund der COVID-19-Pandemie abgesagt. |
| 17      | 2020/21 | 5 km Interval Start Freistil  | Wettkämpfe aufgrund der COVID-19-Pandemie abgesagt. | Wettkämpfe aufgrund der COVID-19-Pandemie abgesagt. | Wettkämpfe aufgrund der COVID-19-Pandemie abgesagt. |
| 18      | 2021/22 | 5 km Interval Start klassisch | Wettkämpfe aufgrund der COVID-19-Pandemie abgesagt. | Wettkämpfe aufgrund der COVID-19-Pandemie abgesagt. | Wettkämpfe aufgrund der COVID-19-Pandemie abgesagt. |
| 18      | 2021/22 | 5 km Interval Start Freistil  | Wettkämpfe aufgrund der COVID-19-Pandemie abgesagt. | Wettkämpfe aufgrund der COVID-19-Pandemie abgesagt. | Wettkämpfe aufgrund der COVID-19-Pandemie abgesagt. |
| 19      | 2022/23 | 5 km Interval Start klassisch | Wettkämpfe aufgrund der COVID-19-Pandemie abgesagt. | Wettkämpfe aufgrund der COVID-19-Pandemie abgesagt. | Wettkämpfe aufgrund der COVID-19-Pandemie abgesagt. |
| 19      | 2022/23 | 5 km Interval Start Freistil  | Wettkämpfe aufgrund der COVID-19-Pandemie abgesagt. | Wettkämpfe aufgrund der COVID-19-Pandemie abgesagt. | Wettkämpfe aufgrund der COVID-19-Pandemie abgesagt. |

### Männer
| Auflage | Saison  | Disziplin                       | Sieger                                              | Zweiter                                             | Dritter                                             |
| ------- | ------- | ------------------------------- | --------------------------------------------------- | --------------------------------------------------- | --------------------------------------------------- |
| 01      | 2004/05 | 7,5 km Interval Start klassisch | Tomio Kanamaru                                      | Masaaki Kōzu                                        | Tadashi Yamamuro                                    |
| 01      | 2004/05 | 7,5 km Interval Start Freistil  | Tomio Kanamaru                                      | Ryō Saitō                                           | Hiroyuki Imai                                       |
| 02      | 2005/06 | 7,5 km Interval Start klassisch | Masaaki Kōzu                                        | Tomio Kanamaru                                      | Keishin Yoshida                                     |
| 02      | 2005/06 | 7,5 km Interval Start Freistil  | Tomio Kanamaru                                      | Masaya Kimura                                       | Nobu Naruse                                         |
| 03      | 2006/07 | 7,5 km Interval Start klassisch | Masaaki Kōzu                                        | Tadashi Yamamuro                                    | Katsuhiro Oyama                                     |
| 03      | 2006/07 | 7,5 km Interval Start Freistil  | Tomio Kanamaru                                      | Nobuhito Kashiwabara                                | Ryō Saitō                                           |
| 04      | 2007/08 | 7,5 km Interval Start klassisch | Tomio Kanamaru                                      | Shōhei Honda                                        | Osamu Yamagishi                                     |
| 04      | 2007/08 | 7,5 km Interval Start Freistil  | Nobu Naruse                                         | Masaya Kimura                                       | Takahisa Nogami                                     |
| 05      | 2008/09 | 7,5 km Interval Start klassisch | Shōhei Honda                                        | Keishin Yoshida                                     | Kōhei Shimizu                                       |
| 05      | 2008/09 | 7,5 km Interval Start Freistil  | Atsushi Shimizume                                   | Masaya Kimura                                       | Tsuyoshi Sakurai                                    |
| 06      | 2009/10 | 7,5 km Interval Start klassisch | Keishin Yoshida                                     | Nobu Naruse                                         | Masaaki Kōzu                                        |
| 06      | 2009/10 | 7,5 km Interval Start Freistil  | Keishin Yoshida                                     | Nobu Naruse                                         | Masaya Kimura                                       |
| 07      | 2010/11 | 10 km Interval Start klassisch  | Kōhei Shimizu                                       | Akira Lenting                                       | Takeshi Sakurai                                     |
| 07      | 2010/11 | 10 km Interval Start Freistil   | Masaya Kimura                                       | Shōhei Honda                                        | Junichi Igawa                                       |
| 08      | 2011/12 | 10 km Interval Start klassisch  | Hiroyuki Miyazawa                                   | Akira Lenting                                       | Kōhei Shimizu                                       |
| 08      | 2011/12 | 10 km Interval Start Freistil   | Nobu Naruse                                         | Akira Lenting                                       | Hiroyuki Miyazawa                                   |
| 09      | 2012/13 | 10 km Interval Start klassisch  | Keishin Yoshida                                     | Hiroyuki Miyazawa                                   | Nobu Naruse                                         |
| 09      | 2012/13 | 10 km Interval Start Freistil   | Nobu Naruse                                         | Keishin Yoshida                                     | Hiroyuki Miyazawa                                   |
| 10      | 2013/14 | 10 km Interval Start klassisch  | Akira Lenting                                       | Kōhei Shimizu                                       | Hiroyuki Miyazawa                                   |
| 10      | 2013/14 | 10 km Interval Start Freistil   | Akira Lenting                                       | Hiroyuki Miyazawa                                   | Yosuke Kobayashi                                    |
| 11      | 2014/15 | 10 km Interval Start klassisch  | Keishin Yoshida                                     | Akira Lenting                                       | Hiroyuki Miyazawa                                   |
| 11      | 2014/15 | 10 km Interval Start Freistil   | Keishin Yoshida                                     | Akira Lenting                                       | Tomuya Tanaka                                       |
| 12      | 2015/16 | 10 km Interval Start klassisch  | Keishin Yoshida                                     | Akira Lenting                                       | Ishikawa Jun                                        |
| 12      | 2015/16 | 10 km Interval Start Freistil   | Ishikawa Jun                                        | Keishin Yoshida                                     | Akira Lenting                                       |
| 13      | 2016/17 | 10 km Interval Start klassisch  | Akira Lenting                                       | Hiroyuki Miyazawa                                   | Keishin Yoshida                                     |
| 13      | 2016/17 | 10 km Interval Start Freistil   | Keishin Yoshida                                     | Naoto Baba                                          | Hiroyuki Miyazawa                                   |
| 14      | 2017/18 | 10 km Interval Start klassisch  | Keishin Yoshida                                     | Naoto Baba                                          | Ishikawa Jun                                        |
| 14      | 2017/18 | 10 km Interval Start Freistil   | Naoto Baba                                          | Keishin Yoshida                                     | Ishikawa Jun                                        |
| 15      | 2018/19 | 10 km Interval Start klassisch  | Naoto Baba                                          | Kaichi Naruse                                       | Nobuhito Kashiwabara                                |
| 15      | 2018/19 | 10 km Interval Start Freistil   | Naoto Baba                                          | Takanori Ebina                                      | Nobuhito Kashiwabara                                |
| 16      | 2019/20 | 10 km Interval Start klassisch  | Naoto Baba                                          | Hiroyuki Miyazawa                                   | Takanori Ebina                                      |
| 16      | 2019/20 | 10 km Interval Start Freistil   | Naoto Baba                                          | Hiroyuki Miyazawa                                   | Masato Tanaka                                       |
| 17      | 2020/21 | 10 km Interval Start klassisch  | Wettkämpfe aufgrund der COVID-19-Pandemie abgesagt. | Wettkämpfe aufgrund der COVID-19-Pandemie abgesagt. | Wettkämpfe aufgrund der COVID-19-Pandemie abgesagt. |
| 17      | 2020/21 | 10 km Interval Start Freistil   | Wettkämpfe aufgrund der COVID-19-Pandemie abgesagt. | Wettkämpfe aufgrund der COVID-19-Pandemie abgesagt. | Wettkämpfe aufgrund der COVID-19-Pandemie abgesagt. |
| 18      | 2021/22 | 10 km Interval Start klassisch  | Wettkämpfe aufgrund der COVID-19-Pandemie abgesagt. | Wettkämpfe aufgrund der COVID-19-Pandemie abgesagt. | Wettkämpfe aufgrund der COVID-19-Pandemie abgesagt. |
| 18      | 2021/22 | 10 km Interval Start Freistil   | Wettkämpfe aufgrund der COVID-19-Pandemie abgesagt. | Wettkämpfe aufgrund der COVID-19-Pandemie abgesagt. | Wettkämpfe aufgrund der COVID-19-Pandemie abgesagt. |
| 19      | 2022/23 | 10 km Interval Start klassisch  | Wettkämpfe aufgrund der COVID-19-Pandemie abgesagt. | Wettkämpfe aufgrund der COVID-19-Pandemie abgesagt. | Wettkämpfe aufgrund der COVID-19-Pandemie abgesagt. |
| 19      | 2022/23 | 10 km Interval Start Freistil   | Wettkämpfe aufgrund der COVID-19-Pandemie abgesagt. | Wettkämpfe aufgrund der COVID-19-Pandemie abgesagt. | Wettkämpfe aufgrund der COVID-19-Pandemie abgesagt. |